# Святой Казимир, польский королевич
«Святой Казимир, польский королевич» (пол. Święty Kazimierz — królewicz polski) — рисунок польского художника Яна Матейко на исторический сюжет, созданный в 1869 году. Хранится в Доме Яна Матейко в Кракове.
На рисунке изображён один из сыновей короля польского и великого князя литовского Казимира IV, тоже Казимир. Он отличался крайней благочестивостью, умер совсем молодым и был впоследствии канонизирован. Матейко изобразил Казимира стоящим на одном колене и поднявшим голову к небу.